# Molophilus trigonalis
Molophilus trigonalis är en tvåvingeart som beskrevs av Alexander 1931. Molophilus trigonalis ingår i släktet Molophilus och familjen småharkrankar. Inga underarter finns listade i Catalogue of Life.